# Resistenza nonviolenta

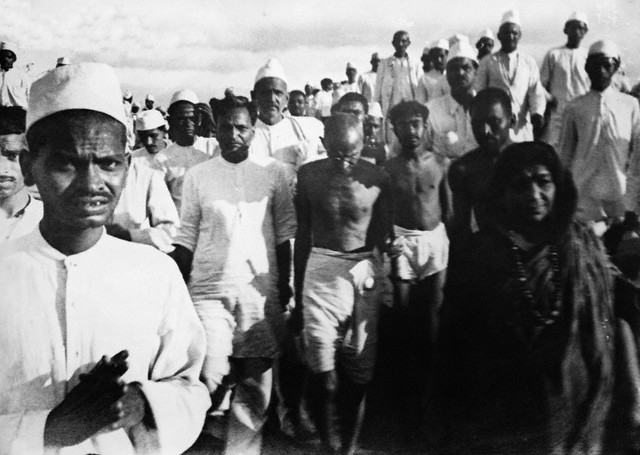
La marcia del sale (Gujarat, 12 marzo 1930)

La resistenza non-violenta (o azione non-violenta) è una pratica per raggiungere degli obiettivi per mezzo di proteste simboliche, disobbedienza civile, non-cooperazione economica o politica, e altri metodi, senza l'uso della violenza.
È diffusamente assimilata alla resistenza civile (Nonuccidere), sebbene i due concetti abbiano meriti distinti e connotazioni leggermente differenti. La forma moderna di resistenza nonviolenta è stata resa popolare, nonché collaudata per la sua efficacia, dal leader indiano Gandhi nei suoi sforzi per ottenere l'indipendenza dagli inglesi.
Tra i sostenitori della resistenza nonviolenta, occorre menzionare Lev Tolstoj, Henry David Thoreau, Mohandas Gandhi, Andrej Sacharov, Martin Luther King, Václav Havel, Gene Sharp e Lech Wałęsa. Nel 2006 la biologa evoluzionista Judith Hand ha presentato un metodo per abolire la guerra fondato sulla resistenza nonviolenta.
Secondo l'organizzazione Freedom House, dal 1966 al 1999 la resistenza civile nonviolenta ha giocato un ruolo chiave nel guidare 50 casi (su 67) di transizione politica da stati autoritari. Recentemente, la resistenza nonviolenta ha caratterizzato la Rivoluzione delle rose in Georgia (2003), la Rivoluzione arancione in Ucraina (2004-2005), la Rivoluzione dei Jeans in Bielorussia (2006), la Rivoluzione dei gelsomini in Tunisia (2010-2011) e la lotta dei dissidenti cubani.

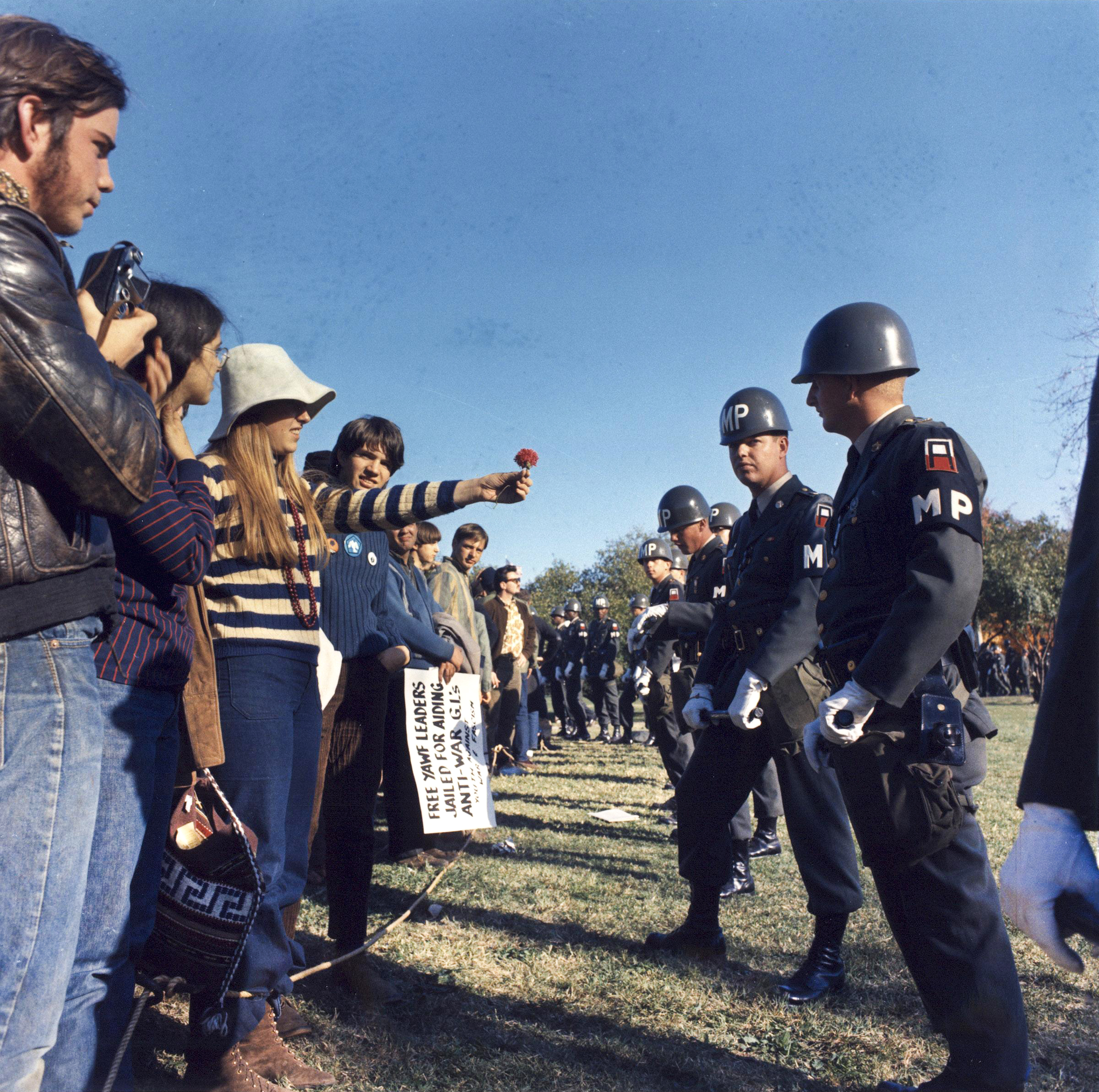
Una dimostrante offre un fiore a un poliziotto durante una protesta contro la Guerra del Vietnam (Contea di Arlington, 21 ottobre 1967)

Molti movimenti che promuovono la filosofia nonviolenta o quella pacifista hanno adottato dei metodi d'azione nonviolenta per perseguire efficacemente obiettivi sociali o politici. Tali movimenti impiegano tattiche di resistenza nonviolenta come: guerra dell'informazione, picchettaggi, veglie, volantinaggi, samizdat, magnitizdat, satyagraha, arte di protesta, canzoni e poesia di protesta, educazione comunitaria e autocoscienza femminista, gruppi di pressione, resistenza fiscale, disobbedienza civile, boicottaggi e Sanzione economica, sabotaggi, Underground Railroad, rifiuto di premi/riconoscimenti, scioperi e digiuni. 
L'azione nonviolenta si discosta dal pacifismo poiché essa è potenzialmente proattiva e interventista, e nasce da un rifiuto radicale della violenza.

## Storia della resistenza nonviolenta
- 1963-1966, Crisi buddista del Vietnam.
- 1969, Rivolta di Pratobello

### In italiano
- Anna Bravo e Anna Maria Bruzzone, In guerra senza armi. Storie di donne: 1940-1945, Laterza, 1995, ISBN 88-420-4590-X.
- Aldo Capitini, Le tecniche della nonviolenza, Edizioni dell'Asino, 2009, ISBN 978-88-6357-026-7.
- Antonino Drago, La difesa Popolare Nonviolenta. Premesse teoriche, principi politici e nuovi scenari, EGA, Torino, 2006.
- Antonino Drago, Le Rivoluzioni Nonviolente del Secolo Scorso. I Fatti e le Interpretazioni, Nuova Cultura, Roma, 2010.
- Antonino Drago, Peacekeeping e Peacebuilding, Qualevita, Sulmona, 1997.
- Domenico Losurdo, La non-violenza. Una storia fuori dal mito, Laterza, Roma-Bari, 2010
- Theodor Ebert, La Difesa Popolare Nonviolenta. Alternativa Democratica alla Difesa Militare, EGA, Torino, 1984.
- Mohandas Karamchand Gandhi, La resistenza non violenta, a cura di Franco Paris, Newton Compton, 2000, ISBN 88-8289-360-X.
- Mohandas Karamchand Gandhi, Teoria e pratica della non-violenza, a cura di G. Pontara, traduzione di F. Grillenzoni e S. Calamandrei, Einaudi, 2006, ISBN 88-06-18135-1.
- Giorgio Giannini (a cura di), La resistenza non armata, Sinnos, Roma, 1995.
- Nelson Mandela, Lungo cammino verso la libertà. Autobiografia, Feltrinelli Editore, 1997, ISBN 88-07-81369-6.
- Thich Nhat Hanh e Phuong Cao Ngoc, La lotta non-violenta del buddhismo nel Vietnam, Città nuova editrice, 1970.
- Valentino Salvoldi e Lush Gjergji, Resistenza nonviolenta nella ex-Jugoslavia. Dal Kossovo la testimonianza dei protagonisti, EMI, 1994, ISBN 88-307-0481-4.
- Jacques Sémelin, Senz'armi di fronte a Hitler. La Resistenza civile in Europa (1939-1943), traduzione di C. L. Vuadens, Sonda, 1993, ISBN 88-7106-106-3.
- Gene Sharp, Verso un'Europa inconquistabile, a cura di F. Manara, traduzione di S. Cortesi e M. Luccio, EGA-Edizioni Gruppo Abele, 1989, ISBN 88-7670-123-0.
- Magne Skodvin, Resistenza nonviolenta in Norvegia sotto l'occupazione tedesca, Movimento Nonviolento, 1979.
- Walter Wink, Rigenerare i poteri: discernimento e resistenza in un mondo di dominio, Bologna, 2003.

### In spagnolo
- Mario López Martínez, Ni paz, ni guerra, sino todo lo contrario. Ensayos sobre defensa y resistencia civil, 2012, Granada, Ed. Educatori, ISBN 978-84-92782-91-8.
- Mario López Martínez, Noviolencia. Teoría, acción política y experiencias, 2012, Granada, Ed. Educatori, ISBN 978-84-92782-66-6.
- Mario López Martínez, Política sin violencia. La Noviolencia como humanización de la política, 2010, Loja (Ecuador), Ed. UTPL (Universidad Técnica Particular de Loja), ISBN 978-9942-00-791-9.
- Mario López Martínez, La noviolencia: una forma de autogestión de la resistencia civil, in Javier Encina e María Angeles Ávila (a cura di) Autogestión, 2012, Sevilla, Ed. Creative Commons, pp. 170-189, ISBN 978-84-615-8720-9.

### In inglese
- Peter Ackerman e Jack DuVall, A force more powerful: a century of nonviolent conflict, Palgrave Macmillan, 2001, ISBN 0-312-24050-3.
- Stephen Maria J. Chenoweth Erica, Why Civil Resistance Won. The Strategic Logic of Nonviolent Conflict, Columbia U.P., Columbia 2010.
- Mohandas Karamchand Gandhi, Non-Violent Resistance (Satyagraha), Dover Publications, 2001, ISBN 0-486-41606-2.
- Judith L. Hand, A Future Without War: The Strategy of a Warfare Transition, Questpath Publishing, 2006, ISBN 0-9700031-3-7.
- Mark Kurlansky, Nonviolence: The History of a Dangerous Idea, Random House, 2008, ISBN 978-1-4070-2041-9.
- David McReynolds, A philosophy of nonviolence, A.J. Muste Memorial Institute.
- Adam Roberts e Timothy Garton Ash, Civil Resistance and Power Politics: The Experience of Non-Violent Action from Gandhi to the Present, Oxford University Press, 2009, ISBN 978-0-19-955201-6.
- Jonathan Schell, The unconquerable world: power, nonviolence, and the will of the people, Penguin, 2005, ISBN 0-14-101686-8.
- Kurt Schock, Unarmed Insurrections: People Power Movements In Nondemocracies, University of Minnesota Press, 2005, ISBN 0-8166-4192-7.
- Gene Sharp, The politics of nonviolent action, 3 vol., Extending Horizons Books, Porter Sargent Publishers, 1973, ISBN 0-87558-070-X.
- Mulford Quickert Sibley, The quiet battle: writings on the theory and practice of non-violent resistance, Beacon Press, 1963.
- Walter Wink, Jesus and nonviolence: a third way, Fortress, 2003, ISBN 0-8006-3609-0.